# Siphanta tasmanica
Siphanta tasmanica är en insektsart som beskrevs av Fletcher 1985. Siphanta tasmanica ingår i släktet Siphanta och familjen Flatidae. Inga underarter finns listade i Catalogue of Life.